# Idiotrochus emarciatus
Idiotrochus emarciatus is een rifkoralensoort uit de familie van de Turbinoliidae. De wetenschappelijke naam van de soort is voor het eerst geldig gepubliceerd in 1865 door Duncan.